# Bent Out of Shape
Bent Out of Shape – siódmy album studyjny zespołu Rainbow, ostatni przed pierwszym rozpadem zespołu. Wydany w 1983 roku, jest trzecim i ostatnim albumem studyjnym w składzie z wokalistą Joe Lynn Turnerem. Na stanowisku perkusisty nastąpiła zmiana: w miejsce Bobby’ego Rondinelli pojawił się Chuck Burgi. Album zawiera jeden z największych przebojów Rainbow "Street of Dreams", a także utwór "Snowman", skomponowany przez autora muzyki filmowej Howarda Blake’a do filmu o tym samym tytule, a zaaranżowany przez Ritchiego Blackmore’a.
Album pierwotnie wydany został w roku 1983 na płycie winylowej i kasecie magnetofonowej. Na pierwszym wydaniu CD kilka utworów było dłuższych w porównaniu z wersją winylową. Materiał zarejestrowano w ciągu 7 tygodni w Sweet Silence Studio w Kopenhadze.
Zremasterowaną wersję CD wydano ponownie w maju 1999, przywracając szatę graficzną oryginalnego albumu. Wydanie to posiada dwa utwory trwające dłużej niż w pierwszej amerykańskiej edycji CD.

## Lista utworów
Wszystkie, z wyjątkiem opisanych skomponowali Ritchie Blackmore i Joe Lynn Turner.
| 1.  | "Stranded"                                     | 4:27  |
|     |                                                |       |
| 2.  | "Can't Let You Go"                             | 4:19  |
|     | - (Turner, Blackmore, intro – David Rosenthal) |       |
| 3.  | "Fool For the Night"                           | 4:03  |
|     |                                                |       |
| 4.  | "Fire Dance"                                   | 4:29  |
|     | - (Turner, Blackmore, Roger Glover, Rosenthal) |       |
| 5.  | "Anybody There"                                | 2:38  |
|     |                                                |       |
| 6.  | "Desperate Heart"                              | 4:34  |
|     |                                                |       |
| 7.  | "Street of Dreams"                             | 4:25  |
|     |                                                |       |
| 8.  | "Drinking With the Devil"                      | 3:43  |
|     |                                                |       |
| 9.  | "Snowman"                                      | 4:32  |
|     | - (Howard Blake, aranżacja Blackmore)          |       |
| 10. | "Make Your Move"                               | 5:25  |
|     |                                                |       |
|     |                                                | 42:35 |
|     |                                                |       |

## Skład zespołu
- Ritchie Blackmore – gitary
- Joe Lynn Turner – wokal
- David Rosenthal – instrumenty klawiszowe
- Roger Glover – gitara basowa: produkcja muzyczna
- Chuck Burgi – perkusja

## Single
- 1983 – Street of Dreams/Anybody There
- 1983 – Street of Dreams/Anybody There/Power (live) – wydanie 12"
- 1983 – Can't Let You Go/All Night Long (live)
- 1983 – Can't Let You Go/All Night Long (live)/Stranded (live) – wydanie 12"
- 1983 – Can't Let You Go/Drinking with the Devil – Hiszpania